# El cuento de una silla
El cuento de una silla (en inglés: A Chairy Tale) es un cortometraje codirigido por Norman McLaren y Claude Jutra, protagonizado por el mismo Jutra y una silla animada y rebelde.

## Sinopsis
La película representa los intentos de Jutra de sentarse en la silla, todo en clave de humor y al son de la música de Ravi Shankar y Chatur Lal. Todo empieza cuando Jutra entra en escena con un libro en la mano e intenta tomar asiento. Inesperadamente la silla se mueve, impidiendo que se siente. Los intentos del personaje por sentarse se vuelven cada vez más frenéticos y violentos, mientras que la silla sale siempre victoriosa. Finalmente el hombre vislumbra la solución a su problema y permite que la silla se siente sobre él por unos momentos para lograr así que ésta le permita, a su vez, sentarse sobre ella. Esta resolución alegra sobremanera a la silla y Jutra logra finalmente sentarse.
El mensaje de cooperación y diálogo como métodos para zanjar diferencias es evidente.

## Premios
En 1957, el año de su estreno, la película fue candidata a un Premio Oscar al mejor cortometraje. Al año siguiente recibió un premio especial concedido por la BAFTA.